# 岡崎勝世
岡崎 勝世（おかざき かつよ、1943年 - ）は、日本の歴史学者である。埼玉大学名誉教授。専門はドイツ近代思想史である。

## 人物
東大大学院時代は成瀬治に師事した。
ドイツ啓蒙主義歴史学、特にゲッティンゲン学派（ガッテラー、シュレーツァー、ヘーレンなど）の研究を詳細に行い、その歴史学史的位置付けを行った。すなわち、ドイツ啓蒙主義歴史学がキリスト教的世界史（普遍史）を世俗的世界史へと転換させるとともに、近現代の科学的歴史学研究の出発点ともなった、としている。また、普遍史が崩壊した背景には聖書の批判的研究の進展により、聖書が神の言葉を書き記したものではなく、神をエロヒムとヤハウェというそれぞれの名で呼ぶ別々の人間集団によって書かれた二編の歴史的文書を編集したものであることが明らかになった事実を挙げている。これにより聖書を根拠に年数計算を行ってきた聖書年代学が崩壊し、キリスト教的普遍史が終焉した、としている。

## 略年表
- 1943年 - 富山県富山市に生まれる
- 1967年 - 東京大学文学部西洋史学科卒業
- 1970年 - 東京大学大学院人文科学研究科修士課程修了
- 1974年 - 東京大学大学院人文科学研究科博士課程単位取得満期退学
- 1974年 - 埼玉大学教養学部専任講師
- 1976年 - 埼玉大学教養学部助教授
- 1986年 - 埼玉大学教養学部教授
- 2009年 - 埼玉大学を定年退職、同大学名誉教授

## 著作

### 単著
- 『聖書VS.世界史』、講談社現代新書、1996年
- 『キリスト教的世界史から科学的世界史へ』、勁草書房、2000年
- 『世界史とヨーロッパ』、講談社現代新書、2003年
- 『科学VS.キリスト教  世界史の転換』、講談社現代新書、2013年

### 論文
- 「カール・インマーマンの思想 -3月前期に於けるドイツ小市民思想への一視角」（『史学雑誌』 80(1), 1-42, 1971年）
- 「近代　-ドイツ （1974年の歴史学界 -回顧と展望）」（『史学雑誌』 84(5), p802-806, 1975年）
- 「マルクスとシュレーゲル兄弟」（『歴史科学と教育』, 4, 1985年）
- 「「大世紀末」と終末論」（『歴史科学と教育』, 15, 1996年）
- 「歴史の窓―ドイツ滞在の記」（『歴史科学と教育』, 17, 1998年）
- 「キリスト教的終末観と歴史」（『歴史学研究』, 722, 1999年）
- 「思想の言葉 『世界史』の誕生 （ドイツ人文主義の諸相 -近代的学知の淵源を探って）」（『思想』 (1023), 3-7, 2009年）